# Липовица (община Гниляне)
Липовица (на сръбски: Липовица; на албански: Lipovica) е село в Косово, разположено в община Гниляне, окръг Гниляне. Населението му според преброяването през 2011 г. е 24 души, от тях: 24 (100 %) албанци.

## Население
Численост на населението според преброяванията през годините:
- 1948 – 268 души
- 1953 – 308 души
- 1961 – 377 души
- 1971 – 421 души
- 1981 – 145 души
- 1991 – 179 души
- 2011 – 24 души